# Sajano-altajský systém
Sajano-altajský systém je geomorfologický systém na jižním okraji Sibiře. Jeho páteří jsou pohoří vytvořená altajským vrásněním na konci prvohor (v karbonu, před 300 milióny let), když se srazily tehdejší kontinenty Kazachstánie a Sibiř. Zvedání pohoří pokračovalo i později v důsledku dalších tektonických pohybů, zejména alpinského vrásnění ve třetihorách.
Patří sem mj. následující pohoří:
- Altaj
- Sajany
- Bajkalské pohoří
- Chamar-Daban